# La Chute des feuilles
Pour plus de détails, voir Fiche technique et Distribution.
La Chute des feuilles (en géorgien : გიორგობისთვე, prononcé Giorgobistve) est un film géorgien réalisé par Otar Iosseliani, sorti en 1966.

## Synopsis
Deux jeunes hommes, récemment diplômés de l'institut vinicole, font leurs premières armes dans une coopérative en Géorgie. Otar est plus assuré mais Niko, naïf et sincère, éprouve quelques déconvenues...

## Fiche technique
- Titre : La Chute des feuilles
- Titre original : გიორგობისთვე, prononcé Giorgobistve
- Production : Kartuli Pilmi (Géorgie)
- Réalisation : Otar Iosseliani
- Scénario : Amiran Chichinadze
- Photographie : Abesalom Maissouradze
- Décors : Dimitri Eristavi
- Musique : N. Iosseliani
- Pays de production :  Union soviétique
- Format : Noir et blanc - Mono - 35 mm
- Genre : Drame
- Durée : 91 minutes
- Date de sortie :
  - République socialiste soviétique de Géorgie : 16 janvier 1966 à Tbilissi

## Distribution
- Ramaz Giorgobiani : Niko
- Gogi Kharabadze : Otar
- Marina Kartsivadze : Marina
- Aleqsandre Omiadze : Head of wine factory
- Baadur Tsuladze : Archili
- Tengiz Daushvili : Nodari
- Bukhuti Zaqariadze : Ilo
- Akaki Kvantaliani : Daviti
- Dodo Abashidze : Rezo
- Otar Zautashvili : Shota
- Ioseb Gogichaishvili : Bondo

## Récompenses
- Prix de la FIPRESCI au Festival de Cannes 1968
- Prix Georges Sadoul du meilleur Premier film 1968